# Avgustin
Avgustin je moško osebno ime.

## Izvor imena
Ime Avgustin je različica moškega osebnega imena Avgust.

## Pogostost imena
Po podatkih Statističnega urada Republike Slovenije je bilo na dan 31. decembra 2007 v Sloveniji število moških oseb z imenom Avgustin: 28.

## Osebni praznik
Osebe z imenom Avgustin godujejo takrat kot osebe z imenom Avgust.